# Franz Christoph Erler

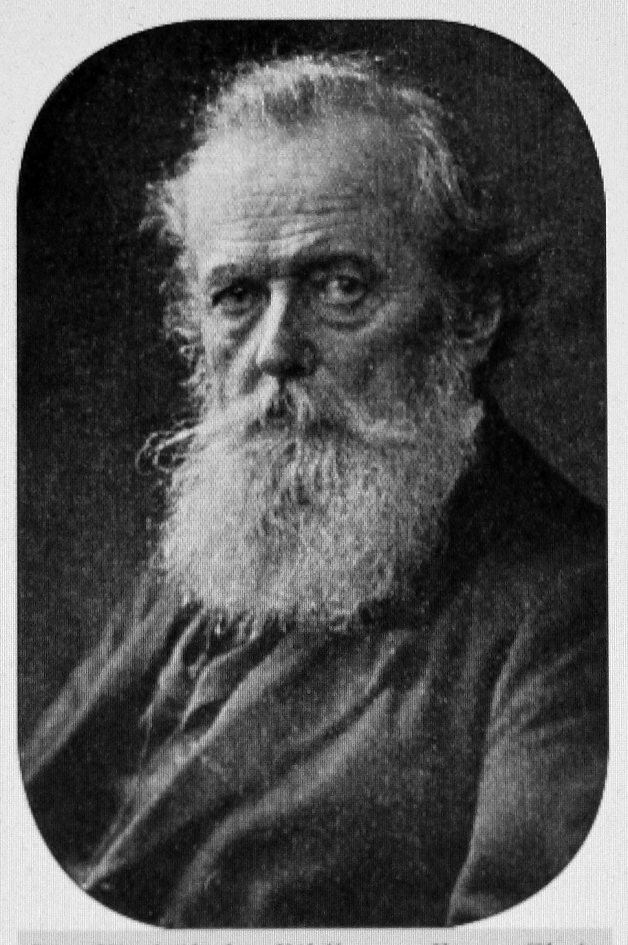
Franz Christoph Erler.

Franz Christoph Erler, född den 5 oktober 1829 i Kitzbühel i Tyrolen, död den 6 januari 1911 i Wien, var en österrikisk skulptör. 
Erler började tidigt snida i trä, studerade vid akademien i Wien och blev en framstående representant för kyrklig skulptur i trä och i marmor. Arbeten av honom finns i Arsenalen, i Votivkyrkan (apostlarna), Stefansdomen, Rådhuset, allt i Wien. 